# El Provencio
El Provencio es un municipio y localidad española de la provincia de Cuenca, en la comunidad autónoma de Castilla-La Mancha. El término municipal tiene una población de 2358 habitantes (INE 2024).

## Geografía
El Provencio se localiza al suroeste de la provincia de Cuenca, limita con la provincia de Albacete y está muy cerca de la provincia de Ciudad Real. Las carreteras que lo atraviesan son la N-301 y la AP-36. Se encuentra a 104 km de la capital conquense. El municipio se alza a 701 m sobre el nivel del mar. Tiene un superficie de 101,15 km².
Por su término municipal discurre el río Záncara, en el que desemboca el río Rus, así como del arroyo del Charcón, a los que se unen gran cantidad de aguas subterráneas que hacen del mismo un lugar de paso obligado para diferentes aves migratorias.
El Provencio forma parte de la comarca natural de la Mancha conquense, concretamente de La Mancha Baja Conquense. La economía local se basa en la agricultura (ajos, girasol, trigo, hortalizas y frutales) y en la ganadería (lanar, porcina y avícola).
Como paraje natural, se puede mencionar el monte Jareño, que contrasta con el paisaje manchego, lleno de viñas, frente a los inmensos pinos de este lugar.
| Noroeste: Las Pedroñeras | Norte: San Clemente (exclave) y La Alberca de Záncara | Noreste: San Clemente  |
| Oeste: Las Pedroñeras    |                                                       | Este: San Clemente     |
| Suroeste: Las Pedroñeras | Sur: Villarrobledo                                    | Sureste: Villarrobledo |

## Historia

### Prehistoria
Recientes excavaciones en el término de El Provencio, han constatado la presencia de gran cantidad materiales líticos y huesos del período Paleolítico anterior y medio, los cuales datan entre 1 millón y 50.000 años en todo el término municipal. Lo que constata la presencia de una población nómada de Neandertales que recorrían la alcarria conquense.

### Época musulmana y nacimiento de la villa
La zona de El Provencio fue un lugar de confluencia de varias veredas que bajaban de Cuenca con un camino real que desde Toledo y Madrid partía para Levante. Este lugar, cruce de caminos, tenía abundancia de aguas subterráneas a poca profundidad, y fue parada forzosa de caravanas que, desde aquí marchaban a La Roda y Chinchilla de Monte-Aragón. 
Este pueblo fue fundado con este nombre por el Infante don Juan Manuel de Castilla y de Saboya (1284-1348), según nos cuentan las relaciones topográficas de Felipe II. Es por eso que el origen de su nombre estuviera relacionado con una toponimia de la zona. Las teorías al respecto la relacionaría con las palabras latinas Provincius (provincia) debido al nombre de una vivienda en las inmediaciones que referenciaría al origen de sus dueños o por la palabra Proventum (acontecimiento) debido a que los continuos desbordamientos del Záncara que inundaba los campos serían vistas por un acontecimiento por los primeros moradores de la zona.
Este hecho sucedió cuando este eminente literato y noble era señor de Alarcón. A este belicoso personaje, nieto, primo, tío y padre de reyes, solo le faltaba coronarse así mismo. Esto no le hacía falta, fue regente, adelantado de Murcia, príncipe, duque, y su poder fue igualado por su ambición. Su nombre infundía terror en Castilla, pero además de ser conocido por su nobleza y por su afición a las letras, era conocido por su violencia y salvajes venganzas. Con sus vasallos siempre fue distinto, fue paternalista y considerado, aunque no débil, se ocupó de terminar la repoblación de sus dominios emprendida por sus padres, trajo colonos, dio facilidades para el asentamiento y llegó a distribuir sus propias tierras entre los vecinos de algunos pueblos. Los Manuel, padre e hijo, fueron los creadores de sus estados y artífices de su poblamiento y unificación progresiva. Ello dio lugar a que fueran obedecidos con gusto por sus vasallos.

### Edad Media
El Provencio es uno de tantos pueblos que formaban parte de la Mancha de Montearagón. Esta zona – tapón estaba situada entre la Mancha de las órdenes militares y los pueblos del adelantado de Murcia.
Alfonso de Aragón, noble aragonés de estirpe real, llegó a ser por este reino conde de Denia, conde de Ribagorza, duque de Gandía y aspirante al trono de este reino por el Compromiso de Caspe. Por merced de Enrique II de Castilla, fue nombrado primer marqués de Villena. Llegó a ser príncipe condestable castellano.
Don Alfonso, al obtener este marquesado, encomendó al gobierno de él a su pariente y mayordomo mayor don Luis Sánchez de Calatayud, a quien, como merced donó en 1372 el señorío de El Provencio. De él nace el trono de la casa de los señores de esta villa, cuyo apellido Calatayud desciende a su vez de Sancho Abarca o Zapata, rey de Navarra.
Algunos señores de este pueblo ostentaron, además, los siguientes títulos: señor de Calatayud, conde del Real, conde de Vilamonte, conde-duque de Lécera y últimamente, duque de Villahermosa.
Los Calatayud, señores de El Provencio y condes del Real, así como sus ramas, tienen el siguiente escudo: un campo de plata, una calza o zapata jaquelada de oro y sable (negro), y bordura de gules, rojo, con ocho escudetes de plata con una banda de sable. La bordura la traen por linaje Jobia, con el que entroncaron. Es lógico pensar que este escudo, de ambas casas, lo que varía en él es solo la corona.

### Edad Moderna
Las relaciones con los Señores de El Provencio se hacían cada vez más tensas, debido a los cada vez más impuestos señoriales, la aplicación arbitraria de penas y a los trabajos forzados, que ocasionablan continuos pleitos en la Chancillería de Granada. Esto desembocaría en la Guerra de las Comunidades de Castilla (1520), donde el pueblo de El Provencio se levantaría contra Don Alonso de Calatayud pidiendo amparo a la corona para liberarse del yugo señorial. Paralelamente se realizó un juicio contra el Señor, donde uno por uno los vecinos de la villa relataban los castigos corporales a los que eran sometidos, además de los encierros en la mazmorra de la fortaleza que los Calatayud poseían en la villa, y en la que era atados con cadenas, incluyó padres en compañía de sus hijos menores.
Finalmente Carlos V sofocaría las revueltas con el ejército, de forma que Alonso de Calatayud volvería al gobierno de la villa.
Otro hecho trascendental para la villa, fue la visita en 13 de diciembre de 1541 de Carlos V que desembarcaba desde el puerto de Cartagena en dirección a las Cortes de Toledo. El rey y su séquito hicieron noche palacio de Luis de Calatayud. Curiosamente Carlos V decidió alargar su estancia en El Provencio un día más para organizar el llamamiento a Cortes que realizó desde esta villa. En la que iba a relatar los últimos acontecimientos ocurridos en el Imperio, y sobre todo el solicitar una nueva ayuda económica para la defensa de las fronteras ante el inminente ataque francés.

### Edad Contemporánea
Durante la guerra de la Independencia El Provencio fue ocupado en varias ocasiones por las tropas napoleónicas. Los soldados utilizaron la iglesia parroquial como hospital de campaña, lo que supuso varios destrozos en la puerta, el órgano y las campanas. Además se llevaron el diezmo de la iglesia y el vino tras la vendimia, como quedó registrado en los archivos parroquiales de la iglesia.
A mediados del siglo XIX, la villa tenía contabilizada una población de 1332 habitantes.  Aparece descrita en el decimotercer volumen del Diccionario geográfico-estadístico-histórico de España y sus posesiones de Ultramar de Pascual Madoz de la siguiente manera:

PROVENCIO: v. con ayunt. en la prov. y dióc. de Cuenca (14 leg.), part. jud. de San Clemente (2), aud. terr. de Albacete (11) y c. g. de Castilla la Nueva (Madrid 31). sit. en terreno llano y en la carretera que desde Madrid dirige á Valencia: su clima es algo frio, y en especial cuando no reina el viento N., poco propenso á enfermedades y bien ventilado. Consta de 330 casas de regular construccion, inclusa la de ayunt., pósito y cárcel; escuela de primeras letras, concurrida por 40 niños, dotada con 1,600 rs.; para surtido del vecindario hay un pozo bastante abundante, pero su agua es salobre; la Igl. parr. (Ntra. Sra. de la Asuncion), está servida por un cura de primer ascenso y dos beneficiados; fuera de la pobl. se encuentran algunos árboles en la carretera mencionada, la que sirve de paseo. Confina el térm. N. con Pedroñeras; E. San Clemente; S. Villarobledo, y O. Las Mesas y Socuellamos: su terreno es de mediana calidad, y parte le riegan los r. Rus, Zancara, los que unidos á otro pequeño arroyo, cruzan por la orilla del pueblo; sus aguas dan impulso á tres molinos harineros; tiene tres puentes de sencilla construccion, y en su jurisd. hay dos montes de mata baja de los que el vecindario se surte de combustible; al N. de la pobl. y á las inmediaciones de unos prados se encuentra una quint. y 4 casas, habiendo sido la primera en lo ant. ermita del Cristo del Prado: los caminos son locales, y pasa ademas por la pobl. la carretera que desde Madrid dirige á Valencia, como ya queda dicho: la correspondencia se recibe de San Clemente los lunes, jueves y sábados; y sale domingos, miércoles y viernes. prod.: trigo, centeno, cebada, escaña, vino, azafran, legumbres, melones y patatas; se cria ganado lanar y caza de liebres, conejos y perdices. ind.: la agrícola y los citados molinos, con otro de viento. comercio: la venta de granos é importacion de arroz, bacalao y agrios, y géneros de vestir. pobl.: 335 vec., 1,332 alm. cap. prod.: 2.890,120 rs. imp.: 144,500: el presupuesto municipal asciende á 600 rs., de los cuales se pagan 200 ducados al secretario de ayunt.
(Madoz, 1849, p. 226)

Durante la Restauración borbónica hubo un intento para construir un ferrocarril colaborativo que conectara Villarrobledo con San Clemente pasando por El Provencio, lo que supondría un enorme desarrollo económico para las dos poblacionas. Finalmente no llegó a consumarse, aun teniendo en cuenta que fue aprobado el proyecto por las Cortes. 
En la guerra civil española, El Provencio estuvo bajo control del bando republicano. Durante este periodo se produjeron varios incidentes en la población como la destrucción del retablo de la iglesia, la quema de santos y objetos litúrgicos. La localidad fue bombardeada el 27 de febrero de 1937. Según cuenta los mayores del pueblo, cuando la aviación alemana pasó aquella noche, alguien apagó las luces del pueblo, y los pilotos pensaron que era para ocultar una caravana republicana que estaban buscando, y que ya se encontraba en el cruce de San Clemente. Las bombas cayeron alrededor de las nueve de la noche por lo que todavía había gente en la calle, que murieron por el impacto de las bombas o la metralla. A las pocas horas, volverían a pasar nuevamente pero la gente ya se había escondido en sus casas.

## Demografía
El Provencio cuenta con una población de 2358 habitantes (INE 2024).
| Gráfica de evolución demográfica de El Provencio entre 1842 y 2021                                                  |
| |
| Población de derecho según los censos de población del INE Población de hecho según los censos de población del INE |

## Patrimonio

### Iglesia de Nuestra Señora de la Asunción
La iglesia es de mampostería bien labrada y tiene tres naves. Su estilo es del final del gótico árabe y comienzos del Renacimiento. Mide 40 metros de largo por 19 de ancho. No se puede precisar con exactitud la fecha de su comienzo debido a que falta el primer libro de fábrica del archivo parroquial. La primera misa se dijo en el mes de mayo de 1583.
En ella trabajaron los maestros de cantería Juan Albiz, Juan de Ocollo y Juan de Orca. La grúa la hizo Domingo Aranguren. Costó 53.622 maravedís.
La torre se comenzó a hacer en 1622. Su remate tiene forma piramidal. Se hizo en 1768 y quedó en falso. Se volvió a hacer en 1776. Entre los años 1792 y 1854 se hicieron en él buenas composturas, obras todas que nos indican el excesivo importe de ellas.
En 1637 se comenzaron las bóvedas, se adjudicaron a favor de Francisco del Campo, maestro mayor de obras de este Obispado. Se terminaron en 1640. Los canceles fueron construidos en Villarrobledo.
Su altar mayor tuvo en un principio once gradas o escalones. Los señores de esta villa tuvieron en ella enterramiento propio, túmulo funerario y sitio prócer. En la columna próxima a la puerta del norte se lee «Juan García Valdivieso, montañés 1640».

### Puente del Rey

Puente del Rey

Según los informes arqueológicos el Puente del Rey data de los siglos XI y el XII, siendo por tanto uno de los puentes medievales más antiguos de la provincia de Cuenca.
La lectura estratigráfica muestra cómo todos los elementos históricos del puente pertenecen a una misma fase de obra, la original. Los elementos constitutivos de los tajamares están entremezclados con los mampuestos y las piedras de cantería de las arcadas, por lo que se prueba que fueron construidos al mismo tiempo. El Záncara es un curso de agua que en verano no lleva casi agua, por lo que se pudo hacer perfectamente el puente desviando primero a un lado y luego al otro el cauce, mientras se disponían alternativamente los cimientos de los dos extremos de la estructura.
Constructivamente se trata de un puente en cantería tosca, que confía la tectónica de su estructura sobre todo a la obra de mampostería y al trabajo de la cal como unión entre sus contadas piedras de cantería, el arco y el intradós arranca de la misma base. Podemos situar la Fase 1 de construcción ampliamente entre época bajomedieval y el inicio del siglo XVI, puesto que Carlos V pasó por él ya en 1541. 
El puente tuvo también un brocal o barandilla de mampostería similar a la de sus fábricas entre arcadas y que era prolongación de las mismas. Quedan puntuales vestigios progresando bajo los brocales de ladrillo actuales. Pero también se ha constatado que dichas fábricas habrían desaparecido casi en su totalidad y que, por ello, se colocó la medida de protección en ladrillo industrial y cemento durante el siglo XX. Las fechas inscritas de 1943 y 1976 aluden a momentos de reparación contemporáneos que los mayores del pueblo han corroborado.
En cuanto a su nombre se debe a la visita de Carlos V a la localidad. El 13 de diciembre de 1541 la comitiva real tras su paso por Albacete llega al lugar del Provencio atravesando el puente de piedra sobre el río Záncara, lo que para las gente del pueblo, mayoritariamente campesinos y jornaleros que no habían salido más allá de la comarca sería todo un acontecimiento, por lo que es de suponer que por ello ese puente pasara a llamarse el “puente del rey”.
Curiosamente Carlos V decidió alargar su estancia en El Provencio un día más para organizar el llamamiento a Cortes que realizó desde esta villa. En la que iba a relatar los últimos acontecimientos ocurridos en el Imperio, y sobre todo el solicitar una nueva ayuda económica para la defensa de las fronteras ante el inminente ataque francés. Tras organizar los preparativos y parlamentar con las autoridades locales partiría de nuevo al día siguiente para recorrer los 50 kilómetros que separaban El Provencio de Hontanaya.

### Puente del Camino Real

Puente del Camino Real

Se sitúa en la actual Avenida de la Libertad, fechado en 1782 durante las obras de acondicionamiento del Camino Real que iba desde Madrid a Cartagena y Valencia. Los arcos están hechos de ladrillo, mientras que las basas de los ojos, así como la barandilla, son de piedra. 
Encima de los arcos se puede observar por donde discurre el nivel de la calle, ya que viene marcado por un bordillo saliente, todo de piedra. Sobre ese bordillo se asienta la barandilla que protege de las posibles caídas al río.

### Pósito Real

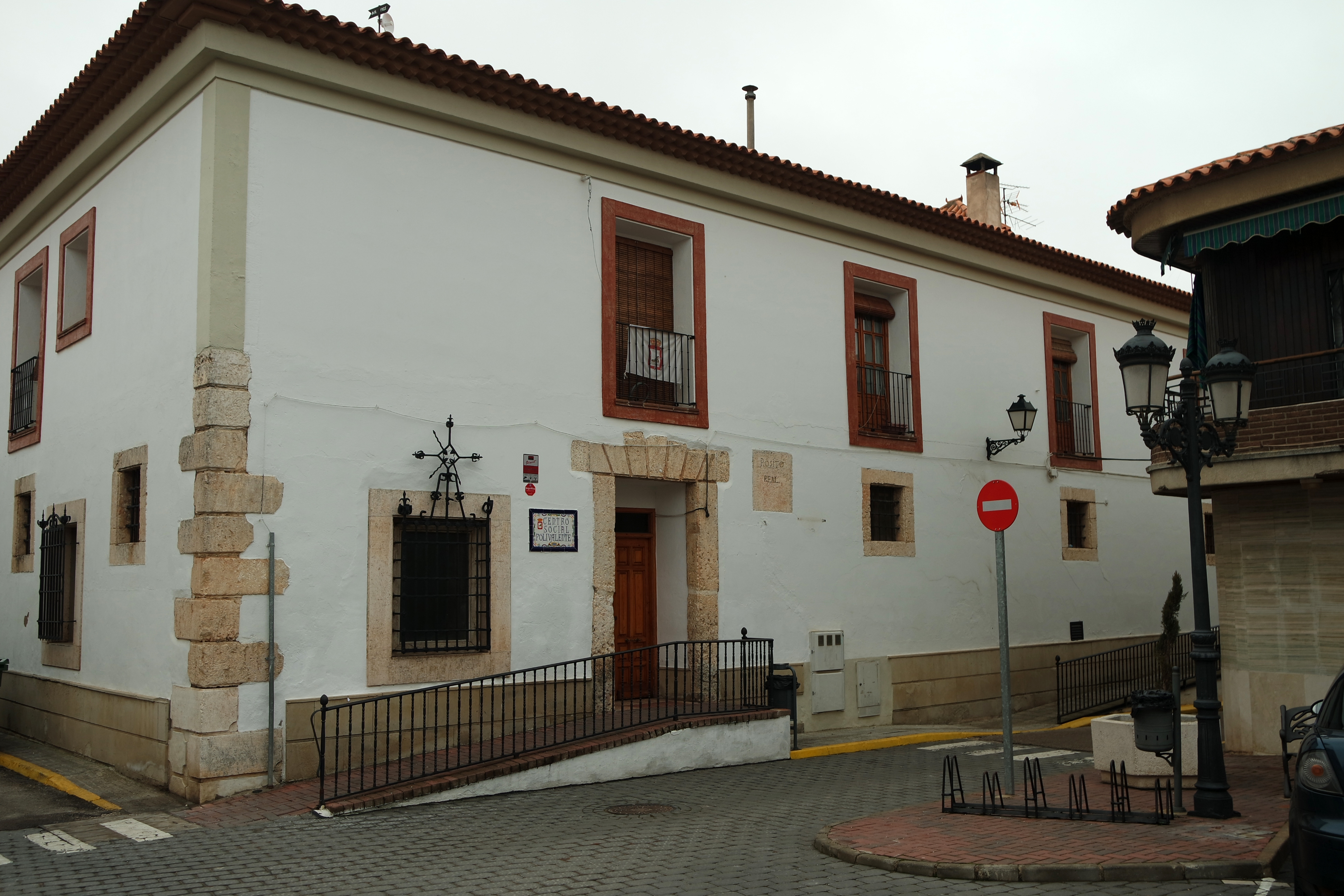
Pósito Real

La primera referencia de este edificio en El Provencio data de 1752, cuando aparece en el recuento de posesiones del Ayuntamiento en el Catastro de la Ensenada, aunque es probable que el edificio ya llevara un siglo construido como el resto de los pósitos que había en la comarca.
El edificio en la década de los 50 o 60, con la construcción de un silo pierde su uso y termina siendo utilizado como almacén. Es durante este periodo cuando sufre un grave incendio que termina con el interior calcinado y la techumbre derrumbada. 
Unos años más tarde se decide restaurarlo para ser convertido en edificio multiuso o polivalente. Durante la restauración se elevó su altura para darle una planta más. Podemos ver su altura original por la piedras que sobresalen en una de la esquinas.

### Ruta de Arte Urbano

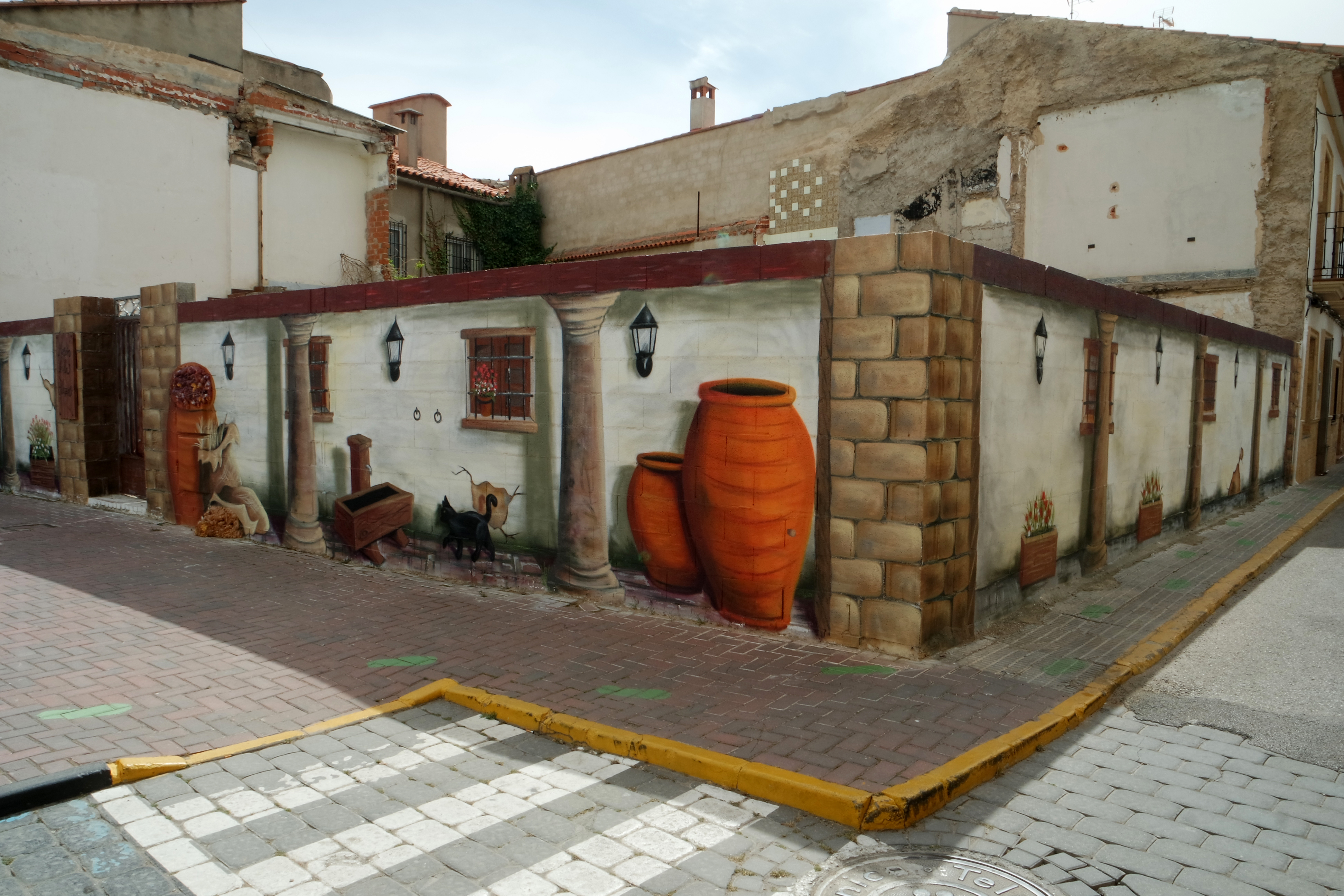
Ruta de Arte Urbano

Fruto a la unión de la Feria Internacional del Cómic de El Provencio y la Asociación Mancha Colors, surge la idea de plasmar diferentes murales relacionados con el mundo del cómic en diferentes puntos del pueblo. El resultado ha sido un conjunto de más de 50 murales repartidos en los lugares más emblemáticos de El Provencio, que irán aumentando en cada edición de la Feria. Su originalidad y adaptación con el entorno del pueblo le ha valido el reconocimiento de ser una de las rutas de Arte Urbano más importantes de España.

### Castillo de Santiago de la Torre

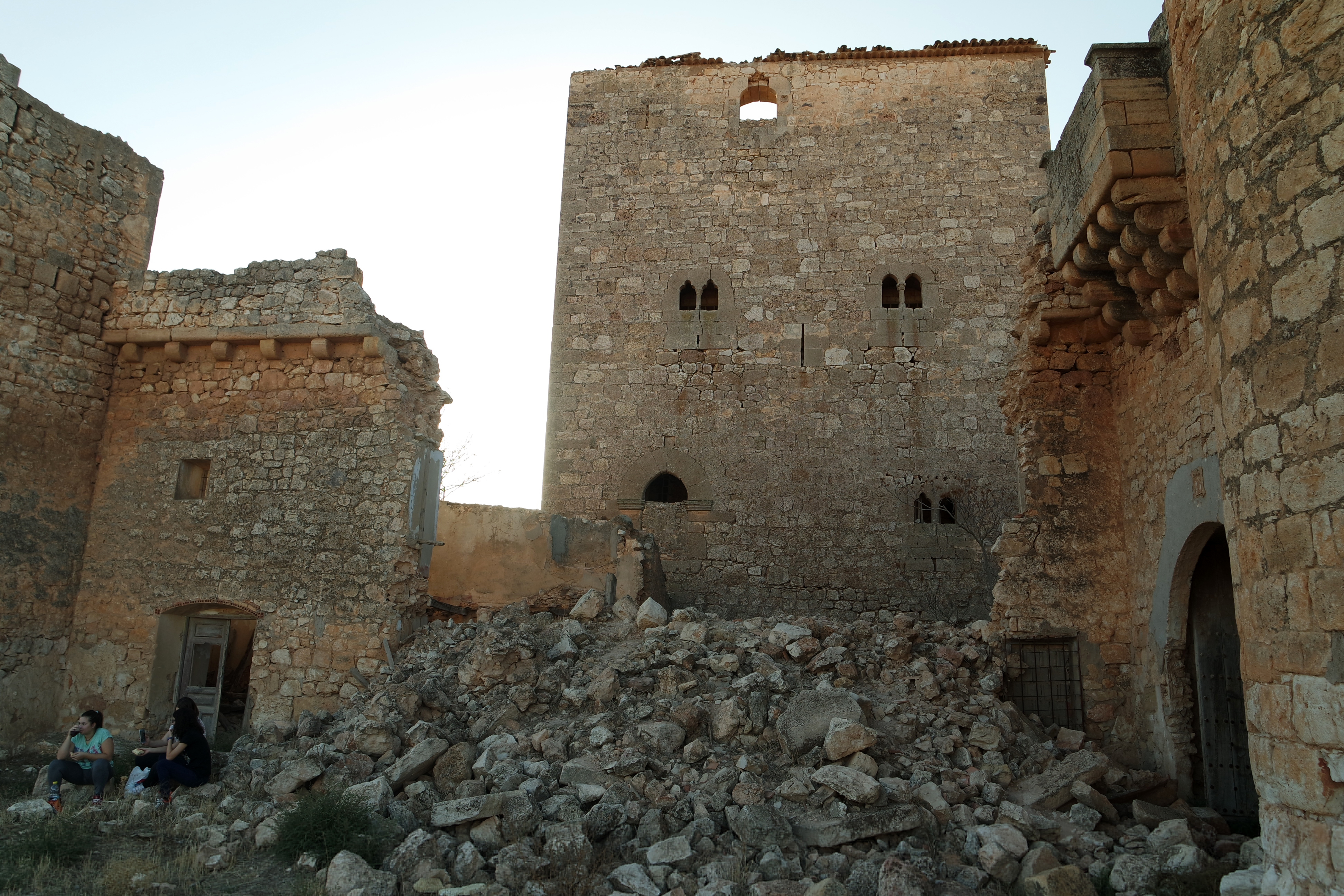
Castillo de Santiago de la Torre

Pese a encontrarse en el término de San Clemente, aunque siendo de titularidad privada. El 15 de agosto de 2018 el Ayuntamiento de El Provencio, firma un acuerdo con gran parte de sus dueños para que el Castillo de Santiago de la Torre fuera restaurado y recuperado para uso cultural. Por lo que este castillo muy vinculado a la historia del municipio ha pasado a formar parte de su patrimonio como dueños mayoritarios, ya que su propiedad recaía en 81 herederos la mayor parte vecinos de El Provencio y de pueblos cercanos.

### Ermita de San Antón

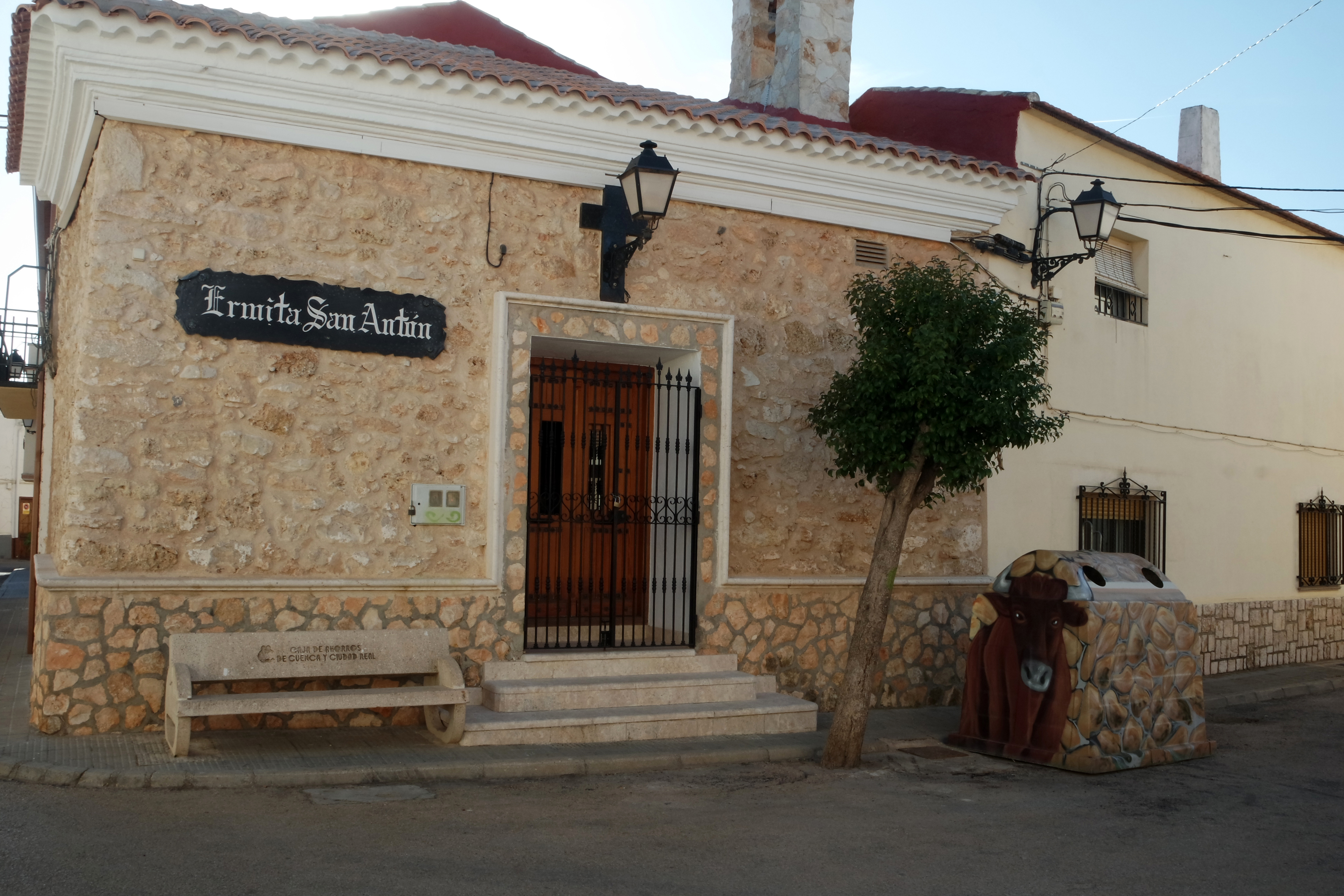
Ermita de San Antón

El Provencio a lo largo de su historia llegó a contar con ocho ermitas, de las cuales hoy se conserva solo dos, la moderna ermita de San Isidro y San Antón, cuyo fecha de construcción es por ahora una incógnita, aunque la cofradía de San Antón se fundó en 1830.
Durante la Guerra Civil, el santo es quemado, así que tras la contienda se compra uno nuevo para sustituirlo. Finalmente entre 1948 y 1949 se realizó el cambio de la campana y la restauración del edificio cuyo coste de 6.432,20 pesetas corrió a cargo de la hermandad.

### Ermita de San Isidro

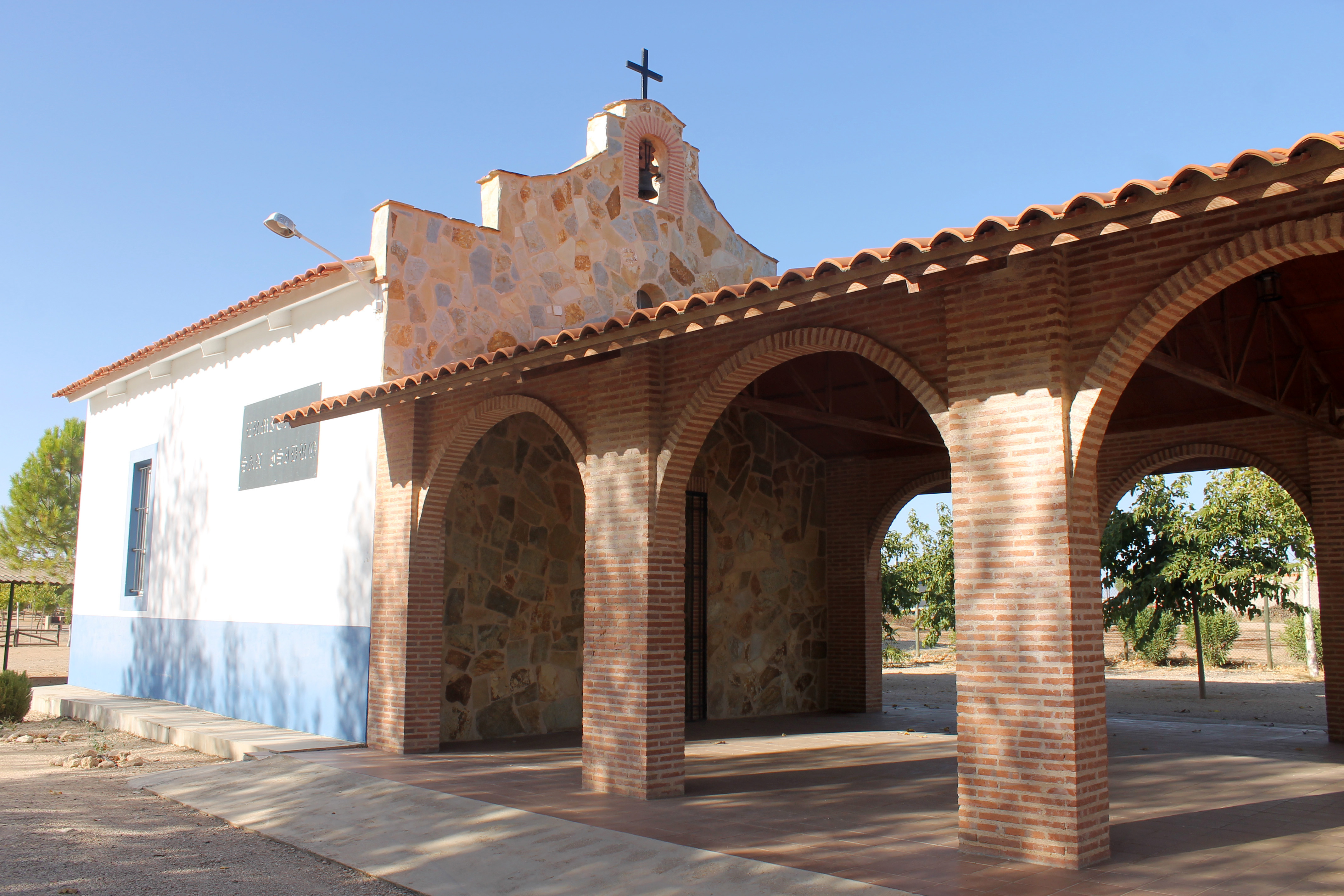
El Provencio

Es la ermita más moderna de El Provencio, fue decidida en Junta el 8 de marzo de 1997, en la que se acordó que cada uno pondría unas 1000 pesetas para su construcción. El terreno fue aportado por la Sociedad de Caza y Tiro. Al año siguiente con la ermita casi terminada se celebró la procesión con todo el pueblo.

### Arquitectura manchega
En todo el municipio, y en muchas de sus calles, se conserva en las casas la arquitectura manchega, tanto en sus fachadas, como en su interior.
En cuanto a las fachadas, los cintos de color oscuro y el encalado del resto, va unido a los balcones de la parte superior y a las puertas y «portadas» de las caballerizas de la parte inferior. Algunas conservan la cámara, con «ventanillas» por donde puede pasar una tenue luz solar. Son dignas de mención las rejas que se conservan en algunas casas. Algunas de las mismas cuentan todavía con la «piquera», lugar por donde se entraba la paja a la cámara para su almacenamiento.
Las casas de Juan Jareño y de Antonio García Plaza conservan en su interior bodegas manchegas.
En cuanto a la estructura interna hay que decir que se estructuran en dos partes, que tienen mucho que ver con las dos entradas: una para la vivienda; otra para el patio. Antiguamente, una dependencia daba acceso a las siguientes, cosa que no ocurre hoy en día, al haber un pasillo que sirve de columna vertebradora de las habitaciones.
La vivienda principal se encuentra en la planta baja, mientras que en la alta se encuentra la cámara. Esta planta alta ha derivado en muchas construcciones más modernas en la parte destinada a las habitaciones.
Otro tipo de construcciones son las aldeas o casas de labor, situadas en el campo. En ellas se pueden distinguir dos tipos de entradas, la principal y la del carruaje, mientras que las ventanas son pequeñas con rejas de escaso valor. Son casas de una sola planta.
Como arquitectura industrial existen restos de molinos hidráulicos, junto al río Záncara, en estado de deterioro.

### Museos

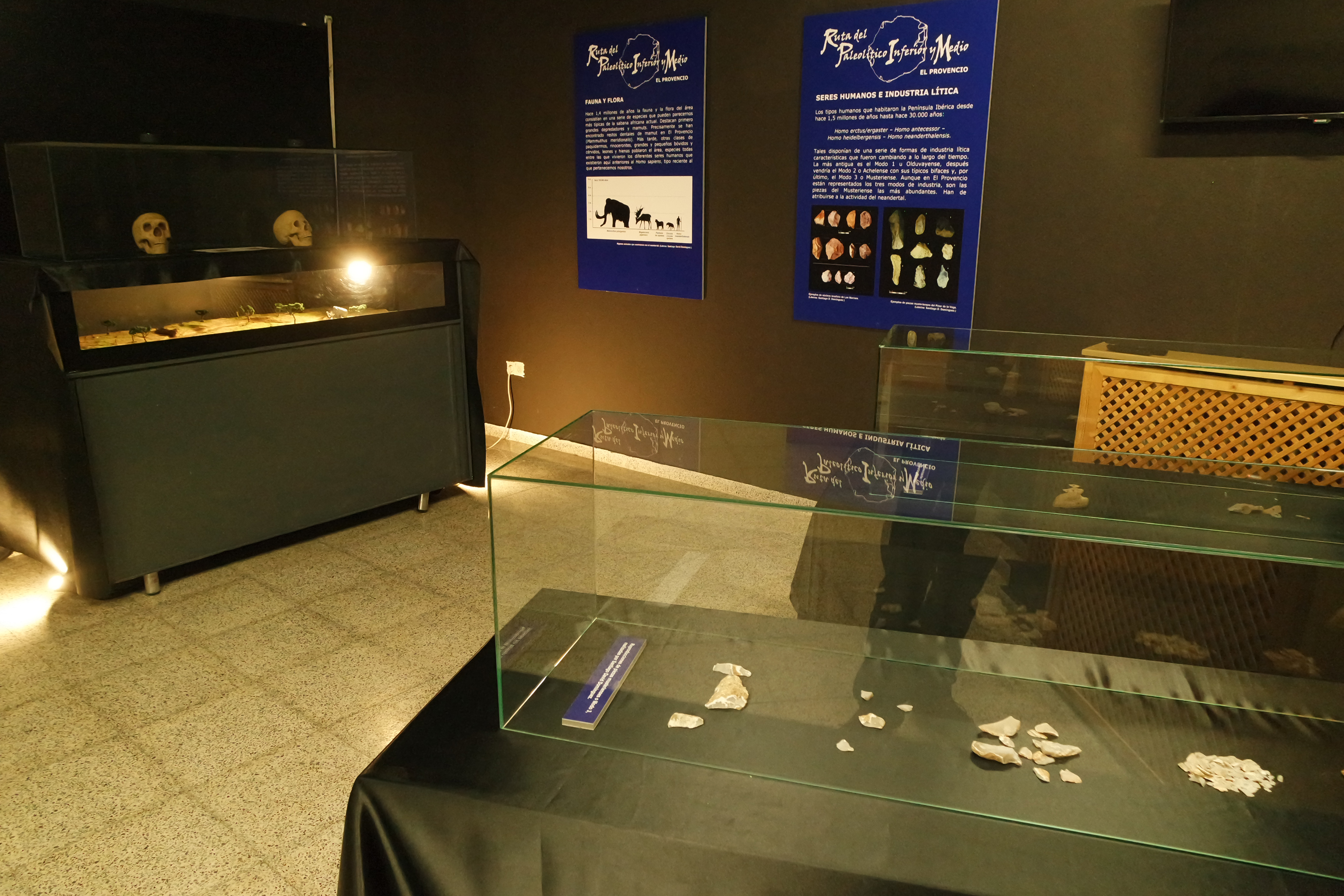
Aula del Paleolítico

Actualmente cuenta con los siguientes museos. El museo etnográfico dedicado a los objetos de la vida cotidiana que se usaban por nuestro abuelos. El aula del paleolítico sobre los yacimientos arqueológicos que se han encontrado en diferentes puntos del término municipal donde se han encontrado restos de molares de mamut, piedras talladas de neandertales y restos de bóvidos extintos. El museo del Cómic dedicado al noveno arte de gran influencia en el pueblo gracias a su Feria Internacional del Cómic de El Provencio. Y finalmente la Bodega-museo del Doctor Plaza, una antigua bodega tradicional convertida en todo un museo de la vida rural de antaño.

### Hospedería Nuestra Señora del Rosario

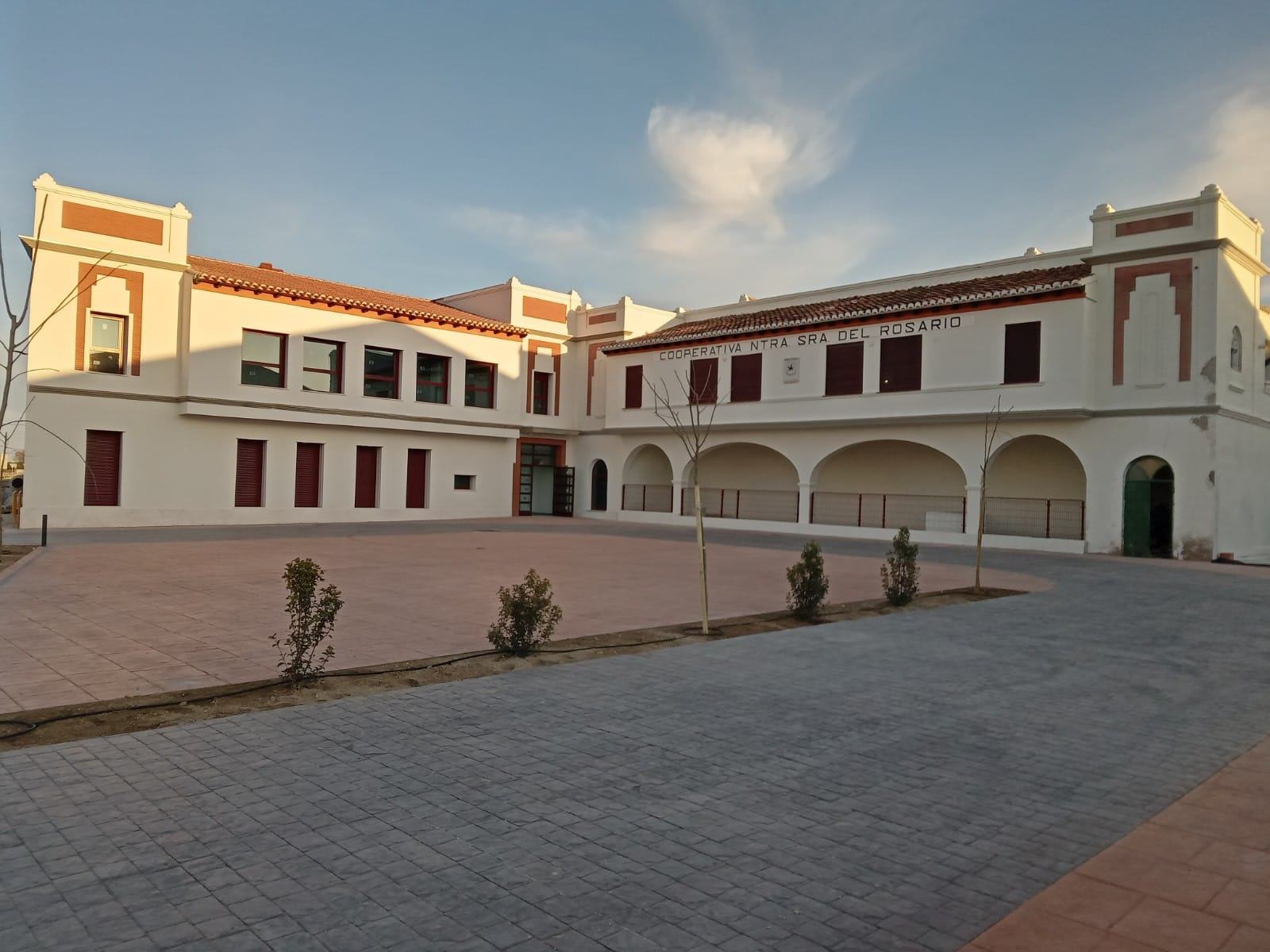
Hospedería Nuestra Señora del Rosario

En el 2019 gracias a una subvención de los fondos Europeos se inició la recuperación de la antigua cooperativa de El Provencio construida en 1955 durante el desarrollo del cooperativismo agrario en la provincia de Cuenca, este edificio situado junto a la N-301 había perdido su uso con la nueva bodega por lo que se encontraba en estado de deterioro progresivo. Tras las obras se ha podido recuperar los depósitos de vino y se ha reconvertido el edificio en una hospedería singular adaptada para personas con movilidad reducida.

## Símbolos
El escudo heráldico que representa al municipio fue aprobado el 11 de septiembre de 1991. Su blasón es el siguiente:

Las armas de EL PROVENCIO se blasonan como sigue: de plata, un zapato jaquelado de oro y sable; la bordura de gules cargada de escudetes de plata con banda de sable. El escudo va timbrado con la corona real española.
Diario Oficial de Castilla-La Mancha nº 71 de 18 de septiembre de 1991

## Fiestas

### Fiesta de San Antón
La víspera del día de San Antón (17 de enero) se acompaña al santo en procesión desde la ermita homónima hasta la iglesia de Nuestra Señora de la Asunción. Después se regresa al barrio del mismo nombre donde se celebran diferentes concursos tradicionales: chocolate a ciegas, soplos de harina, carreras de sacos, juego de carretilla, etc.
Al día siguiente después de la misa, los hermanos de la cofradía de San Antón junto con todo el pueblo regresan al santo a la ermita en procesión. Allí se les da a los hermanos el clásico «puñao», compuesto de una bolsa con cacahuetes, avellanas, garbanzos tostados y caramelos.

### Fiesta de San Isidro
El 15 de mayo se traslada al santo en procesión hasta su ermita; durante el trayecto la gente va cantando. Los niños van vestidos de labradores y llevan un panecillo, habas y espigas. Al llegar a la ermita los romeros acampan allí, aunque hay que decir que algunos llevan desde el día anterior, tras lo cual empieza la fiesta.
Durante esta celebración hay juegos populares, se asa carne, chorizos, forro,... Por la tarde se celebra la subasta de los productos que los provencianos le han ofrecido al Santo, y por la noche se celebra un baile.

### Semana Santa
La Semana Santa provenciana se remonta a tiempos inmemoriales. La primera hermandad de la que se tiene constancia era la desaparecida Natividad de Nuestra Señora fundada en 1452. Seguida por la Hermandad de San Juan, hoy dentro de la Hermandad del Santísimo Sacramento. Actualmente la forman la Hermandad del Santísimo Sacramento, del Santo Niño del Remedio, de Nuestra Señora del Rosario, de San Antón y de San Isidro, aunque son las dos primeras las únicas que procesionan junto a la de San Juan y en colaboración desde hace varios años con la Hermandad de la Virgen.

### Fiestas patronales
La feria y fiestas de El Provencio (14-19 de agosto) anteriormente se celebraban en honor de la Virgen del Rosario y de San Roque, hasta que en el año 1967 se fusionaron con las del Santo Niño del Remedio. Cuando ambas fiestas se unieron se realizaban dos pólvoras, siendo la del Niño el día 17. Esta costumbre permaneció hasta el año 1975, a partir del cual se empezó a realizar una sola. 
En el año 1967 se inició por vez primera la costumbre de nombrar reina y damas de honor. Al principio se elegían en el baile el día de la víspera, por lo que la reina y damas del año no aparecen en el libro hasta el año siguiente. Al ser elegidas en el baile de la víspera resultaba una sorpresa para las jóvenes y para todos aquellos que seguían bailando y disfrutando de ese momento.
Con el paso del tiempo todo esto cambió, siendo conocida la corte de honor con anterioridad a la celebración de las fiestas. Esto ocurrió en el año 1977. Si ojeamos ese libro en concreto comprobaremos que en él se encuentra la corte de honor del año 1976 y 1977, repitiéndose así todos los años. Es ya en el año 1984 cuando se comenzó a hacer como en la actualidad se lleva realizando.

### Jornadas sobre la Matanza del Cerdo
El mes de febrero es el mes dedicado a la matanza del cerdo para la elaboración de las carnes y embutidos de este animal. Antiguamente esta tradición se realizaban en nuestros hogares, pero el endurecimiento de la normativa sanitaria y los cambios en el consumo han hecho desaparecer la matanza tradicional. Es por ello que cada año, la Asociación de mayores de El Provencio, organiza estas jornadas en el Mercado Municipal para mantener viva la tradición. Y que posteriormente se realiza una barbacoa para el disfrute de los provencianos y visitantes que quieran comer alguno de estos manjares.

### Feria Internacional del Cómic de El Provencio
Durante el mes de julio se realiza una de las fiestas con mayor proyección exterior de El Provencio. La Feria del Cómic lleva siete ediciones llevando a los dibujantes e ilustradores más importantes del panorama español a El Provencio. Durante estos día se realizan exposiciones, talleres, masterclass y combates de lápices. En los últimos años ha tomado relevancia su unión con la Asociación Mancha Colors, que con su nuevo proyecto Comic Walls, se han dedicado a pintar diferentes fachadas de El Provencio, con murales de Arte Urbano relacionados con el mundo del cómic.
Actualmente se ha presentado para ser declarado fiesta de interés turístico regional lo que le daría una mayor proyección dentro de Castilla-La Mancha.

## Personas notables
También son nacidos en El Provencio:
- El médico y escritor Justo José Manuel Casimiro de Haro Romero (1825-?)
- El Médico especializado en hidrología médica y escritor José María Lino Bonilla Carrasco (1826-1894)
- El ceramista y premio nacional de cerámica Adrián Navarro Calero (1942)

Aunque no nacidos en El Provencio tienen raíces en el pueblo, el militar e inventor Isaac Peral cuya abuela materna Josefa Díaz era de El Provencio, y el filósofo Adolfo Bonilla cuyo padre Saturnino Bonilla Sevilla también era de El Provencio.